# Burkhan Khaldun
Burkhan Khaldun (kyrilliska: Бурхан Халдун) är ett berg i nordöstra Mongoliet, i provinsen Chentij och är en del i bergskedjan Khentiibergen. Berget är 2340 meter över havet och har en primärfaktor av 180 meter. Burkhan Khaldun med omgivningar anses vara födelseplatsen för den mongoliske härföraren Djingis khan. Här kan också den ännu inte lokaliserade gravplatsen för Djingis khan ligga.
Området lades till Unescos världsarv den 4 juli 2015 vid dess 39:e session i Bonn, med beskrivningen "Great Burkhan Khaldun Mountain and its surrounding sacred landscape".

### Fotnoter
1. 1 2  ”Burkhan Kaldun, Mongolia” (på engelska). Peakbagger.com.. http://www.peakbagger.com/peak.aspx?pid=63421. Läst 14 juli 2016.